# 比耶夫莫兰
比耶夫莫兰（法語：Biefmorin）是法国汝拉省的一个市镇，属于隆莱索涅区（Lons-le-Saunier）波利尼县（Poligny）。该市镇总面积11.25平方公里，2017年时的人口为98人，人口密度9人/平方公里。

## 人口
比耶夫莫兰人口变化图示